# 高廉
高廉，是小说《水浒传》里的一个人物。高廉是高俅從弟，任高唐州知府，懂道術、使古劍太阿，縱容家屬魚肉鄉民的狗官。
縱妻舅殷天錫強奪柴進之叔柴皇城莊園使其嘔死。殷氏遭李逵毆死後，其遂監押柴進，並使妖法大敗梁山軍。后遭公孫勝以「五雷天罡正法」破除，被雷橫腰斬。

## 影视形象
- 2011年版《水浒传》：張海江